# Elektrownia Wiatrowa Swarzewo

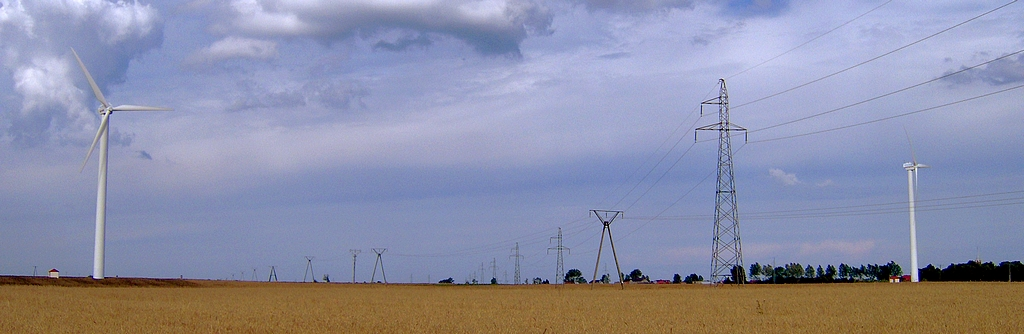
Elektrownie wiatrowe k. Swarzewa, gmina Puck

Elektrownia Wiatrowa Swarzewo – elektrownia wiatrowa w Swarzewie, Łebczu i Gnieżdżewie nad Zatoką Pucką, w powiecie puckim.

## Historia
Elektrownia wiatrowa w Swarzewie składa się właściwie z 2 farm, należących do różnych właścicieli i zbudowanych w różnym okresie:
- turbina produkcji firmy Folkecenter, oddana do użytku w czerwcu 1991, firmy ENERGA S.A.[1]
- 2 turbiny produkcji firmy Tacke, oddane do użytku w 1997, firmy WestWind - Poland Sp. z o.o.

## Dane techniczne
Dane techniczne obu farm to odpowiednio:
- turbina firmy ENERGA S.A. o mocy elektrycznej 95 kW[1][2],
- 2 turbiny firmy WestWind - Poland o mocy elektrycznej po 600 kW - razem 1,2 MW[2].

Średnia prędkość wiatrów wiejących na wybrzeżu wynosi ok. 4,5 m/s. Turbina firmy ENERGA była pierwszą tego typu konstrukcją w Polsce.
W rejonie Swarzewa po roku 2000 powstało wiele innych elektrowni wiatrowych, składających się często z jednego wiatraka.